# Craig Unger

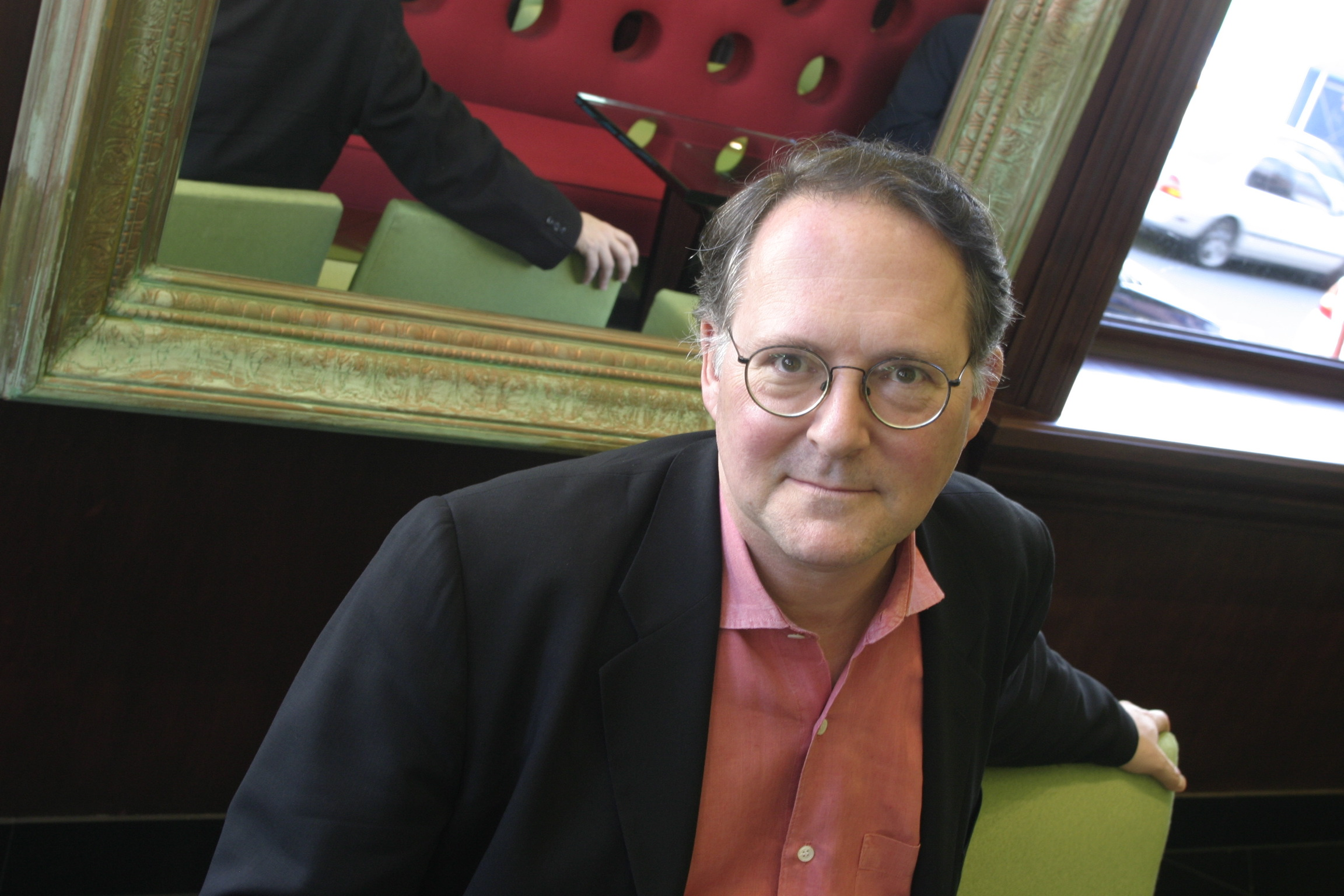
Craig Unger in 2008

Craig Unger (New York, 25 maart 1949) is een Amerikaanse journalist en schrijver. 
De voormalige hoofdredacteur van de Boston Magazine en New York Metro schrijft onder andere voor Vanity Fair, The New Yorker en The New York Magazine.
Unger groeide op in Dallas (Texas) en studeerde in 1971 af aan de Harvard-universiteit. 
In 2004 schreef hij het boek House of Bush, House of Saud, waarin hij banden tussen de families Bush en Saud blootlegt. Deze onthullingen werden door enkele senatoren, waaronder Hillary Clinton in de Senaat ter sprake gebracht en lokten daar een heftig debat uit.
Bovendien is Craig Unger te zien in de film Fahrenheit 9/11 van Michael Moore. Moore interviewde hem voor deze film en toont diverse fragmenten van dit interview in de film.
Unger was werkzaam als plaatsvervangend hoofdredacteur van de New York Observer en was hoofdredacteur van Boston Magazine. Hij schreef over George H.W. Bush en George W. Bush voor The New Yorker, Esquire Magazine en Vanity Fair. Ook schreef hij over familie van Mitt Romney en Hart Inter Civic.
In zijn laatste boek House of Trump, House of Putin beschrijft Unger de banden tussen de Russische maffia, Vladimir Poetin en de Trump Organization. In het boek noemt hij 59 Russen bij naam, die langdurige zakelijke connecties met Donald Trump zouden onderhouden.

## Mysterie doorkruisen vliegverbod na 9/11-aanslagen voor Saoediërs
Op 11 april 2004 schreef Unger een opiniestuk voor de Boston Globe, waarin hij antwoord vroeg aan de 9/11 Commissie op de vraag wie Saoedische ingezetenen toestemming gaf om de Verenigde Staten te verlaten. Hij herhaalde het thema van zijn boek House of Bush, House of Saud, hetgeen ook naar voren was gebracht in Fahrenheit 9/11: "Het is mogelijk dat president Bush zelf een rol speelde in het goedkeuren van het evacueren van de Saoediërs na 9/11?". Naar verluidt traceerde Unger $1,4 miljard aan investeringen door de Saoediërs in particuliere en zakelijke connecties van de familie Bush.
Ook Michael Isikoff van Newsweek uitte stevige kritiek op het bedrag van $1,4 miljard, de Saoedi Connectie, en de vluchten van Saoedische ingezetenen om uit de Verenigde Staten weg te komen. Isikoffs conclusie luidt als volgt: "Bijna 90 procent van dat bedrag, namelijk $1,18 miljard, komt uitsluitend uit een enkele bron, te weten: contracten uit de vroege tot midden jaren negentig die de Saoedi-Arabische regering gunde aan BDM, een Amerikaanse defensieonderneming, die daarvoor de Nationale Garde van de Golfstaat moest trainen. 
Volgens Newsweek kon president George W. Bush niet betrokken zijn bij de Carlyle Group, die eigenaar was van BDM, toen de deal van $1,18 miljard werd gesloten. President Bush maakte immers geen deel uit van de Adviesraad  van Carlyle tot april 1998 – vijf maanden nadat Carlyle BDM al had verkocht aan een andere defensieonderneming.
Op zijn website antwoordde Unger dat Isikoff ten onrechte suggereert dat de familie Bush en haar bondgenoten tot 1998 weinig of geen relatie hadden met de Carlyle Group. "Als dat waar was, zou hij een punt gehad kunnen hebben." Echter, in feite begon de relatie Bush-Carlyle acht jaar eerder, toen de Carlyle Group George W. Bush in 1990 in het bestuur benoemde van Caterair, een van zijn dochtermaatschappijen.
Na het aftreden van het kabinet Bush-Quayle in 1993 stond het Bush en James Baker vrij om toe te treden tot de private sector en nam de relatie van de familie Bush met de Carlyle Group substantieel toe. Tegen het eind van dat jaar behoorden machtige medestanders van Bush zoals James Baker, Frank Carlucci en Richard Darman tot de sleutelfiguren van de Carlyle Group.
Omdat George W. Bush' rol ten aanzien van Carlyle marginaal was geweest, hield het bedrag van $1,4 miljard geen contracten in, die dateerden van voor het aantreden van Baker, Carlucci en Darman bij Carlyle. Onder de regie van voormalig minister van Buitenlandse Zaken Carlucci bij het aantrekken van defensieondernemingen begon Carlyle uiteindelijk geld te verdienen aan de Saoediërs, respectievelijk uit investeringen van de koninklijke familie, van de Bin Ladens en van andere leden van de Saoedische elite. 
Michael Isikoff argumenteerde ook dat er niets buitengewoons was aan de evacuatie van de Saoediërs omdat de internationale luchthaven Tampa in Florida weer was opengesteld. Unger was het hiermee niet eens en merkte op: "De commerciële luchtvaart kwam op 13 september langzaam weer op gang, maar om 10:57 A.M., liet de Federal Aviation Administration een Kennisgeving aan Vliegeniers uit gaan, die inhield dat private luchtvaart nog steeds was verboden. Drie vliegtuigen overtraden die order en werden tot landen gedwongen door de Amerikaanse luchtmacht. Niettemin werd de Saoediërs toegestaan te vliegen met de Learjet. De vlucht vanaf Tampa naar Lexington was vitaal omdat deze toestemming vereiste van de hoogste regeringsfunctionarissen. Als het zo maar de een normale vlucht was geweest, waarom zou iemand dan naar het door een crisis getroffen Witte Huis gaan om een permissie voor vliegen van de Saoediërs te verkrijgen?

## Familie Bush
Ungers boek The Fall of the House of Bush`(in Nederland verschenen bij Mets & Schilt onder de titel De ondergang van de familie Bush) gaat over de interne vete in de familie Bush en de opkomst en het samenspannen van de neoconservatieve en de rechts-christelijke entiteiten binnen de Republikeinse partij, die gezien hun wereldbeeld en beleidsinspanningen voor de afzienbare toekomst van de Verenigde Staten door een ontegenzeggelijk negatief prisma bezien. In zijn voorafgaand boek House of Bush, House of Saud onderzocht hij de relatie tussen de familie Bush en het Huis van Saoed.